# Campsiura trivittata
Campsiura trivittata är en skalbaggsart som beskrevs av Moser 1907. Campsiura trivittata ingår i släktet Campsiura och familjen Cetoniidae. Inga underarter finns listade.